# Anticristo (película de 2009)
Anticristo (título original: Antichrist) es una película del año 2009 escrita y dirigida por Lars von Trier. La cinta, protagonizada por Willem Dafoe y Charlotte Gainsbourg, narra la historia de una pareja que tras la accidental muerte de su hijo, se retira a una cabaña en el bosque donde pasaron las últimas vacaciones con él. El largometraje se rodó en Alemania y Suecia. Es una coproducción entre Dinamarca, Alemania, Francia, Polonia, Suecia e Italia, aunque fundamentalmente danesa. Se estrenó el 18 de mayo de 2009 en el Festival de Cannes.

## Argumento
Prólogo: Una pareja tiene relaciones sexuales apasionadamente mientras su hijo Nick sale de su cuna, sube a una mesa y cae por una ventana abierta. El niño muere en el suelo cubierto de nieve. En el momento de la muerte del niño se muestra a la mujer en el clímax sexual. 
Capítulo Uno: Duelo: Durante el funeral de Nick, ella se derrumba. Los otros dolientes se reúnen alrededor de ella, con las caras borrosas. Ella pasa el próximo mes en el hospital, con la conciencia desorbitada y con poca noción del tiempo. Cuando se despierta, ella se ve mermada en el dolor. Su marido, un terapeuta, desconfía de la atención psiquiátrica que está recibiendo, y toma por su cuenta su tratamiento a través de la psicoterapia. Después de un período poco fructífero en el hogar, durante el cual ella trata de liberarse del dolor psíquico resultante de la muerte de su hijo, en gran medida a través del sexo, decide intentar la terapia de exposición. Se entera de que su mayor temor se concentra en una cabaña en un lugar llamado Edén donde ella pasó un tiempo con Nick el verano anterior a la que se retiró para redactar una tesis sobre feminicidio.
La pareja viaja a Edén. Durante el viaje a la cabaña mientras el personaje femenino duerme, el personaje masculino se aleja y se encuentra a una cierva dando a luz una cría muerta.
Capítulo Dos: Dolor (Reina el Caos): Siguen hacia la cabaña. Al encontrarse a los pies del puente, ella es superada por el miedo. Aprieta el paso a través del puente y en el bosque, dejando a su marido en el camino para encontrarse después con ella. Más tarde, por la noche, cuando él llega a la cabaña, la encuentra profundamente dormida.
Durante las sesiones de psicoterapia, ella se vuelve cada vez más maníaca y afligida. Mientras tanto, el entorno de la cabaña se hace cada vez más siniestro: llueven bellotas a cántaros como balas sobre el tejado, él se despierta para encontrar su mano derecha cubierta de garrapatas hinchadas, y al final de este capítulo, se encuentra con un zorro desmembrado que asimismo pronuncia las palabras "reina el caos".
Capítulo tres: Desesperación (Genocidio): El personaje masculino encuentra los estudios de la tesis de su esposa: las fotos de las cazas de brujas y un montón de libros llenos de artículos y notas sobre temas misóginos, en los que su escritura se vuelve más frenética e ilegible a cada página. Se pone de manifiesto que, durante los estudios de su tesis, el personaje femenino llegó a creer que las mujeres son inherentemente malas. El personaje masculino repudia esta teoría y la critica a ella por la compra de las creencias feminicidas que ella había salido a criticar.
El personaje femenino pide al personaje masculino que la golpee durante las relaciones sexuales. Al inicio se resiste por completo, pero cuando el personaje femenino huye a colocarse debajo de un árbol enorme y comienza a masturbarse, con el tiempo la persigue y cumple a medias sus pedidos, abofeteándola un par de veces mientras ella le pide que la golpee con más fuerza. Mientras están haciendo el amor, se ven muchas manos humanas  emergiendo de las raíces del árbol. Esta imagen fue adaptada posteriormente como el cartel principal de promoción para la película.
El personaje masculino va a estudiar el informe de la autopsia de Nick, que establece que los huesos de ambos pies del niño se deforman de manera extraña. Los médicos de ese momento no asignaron ninguna importancia a este hecho, ya que no estaba relacionado con la muerte del niño. Se encuentra numerosas fotografías de Nick, sin embargo, donde las botas están siempre en el pie equivocado. Se pone cada vez más alterado con esta extraña revelación, que tiene un trasfondo siniestro en relación con su pareja. En este momento, el personaje femenino ataca de repente al personaje masculino, acusándolo de planear abandonarla: desnudándolo y montándose en él, le machaca los testículos con un bloque de madera. Mientras está inconsciente por el dolor, ella lo masturba hasta que llega al orgasmo, eyaculando sangre. Con el fin de impedir que huya, a continuación perfora un agujero en la pierna y atornilla una pesada piedra de molino a través de la herida. Ella escapa tirando la llave inglesa debajo de la cabaña.
El personaje masculino con el tiempo se despierta y se arrastra hacia una madriguera en la que se esconde. Mientras ella le busca desesperadamente, él encuentra un cuervo enterrado vivo en la madriguera. El cuervo, al ser desenterrado, empieza a graznar, delatando su posición. Él lo golpea varias veces, pero sobrevive y sigue graznando. Finalmente ella le encuentra y trata de sacarle. Ella fracasa al tratar de sacarlo intentando cavar hacia él con una pala.
Capítulo Cuatro: Los tres mendigos: Pasan varias horas, cae la noche y, llorando, ella se disculpa y le ayuda arrastrándole de nuevo a la cabaña. Una vez allí, él le pregunta si quería matarlo, y ella responde "todavía no", y añade crípticamente que "cuando los tres mendigos lleguen, alguien debe morir."
En un flashback del prólogo, se muestra una escena en la que la mujer ve lo que le iba a pasar a Nick y no hace nada para impedirlo. No está claro si tal flashback pretende ser la realidad implícita, o simplemente una visión imaginada como síntoma de culpabilidad extrema. El personaje femenino coge unas tijeras y se extirpa el clítoris, dejando escapar un grito desgarrador.
Durante la noche la pareja es visitada por el cuervo, la cierva y el zorro de las escenas anteriores, mientras el granizo golpea contra el techo de la cabaña. La tormenta de granizo comienza en el momento en que el personaje femenino grita; antes había sido revelado que las mujeres en Ratisbona habían sido acusadas de brujería y de ser capaces de provocar granizadas. Al cuervo se le escucha graznar bajo el suelo de la cabaña. Rompiendo las maderas, el personaje masculino libera al pájaro y casualmente descubre la llave oculta. El personaje femenino lo apuñala en la espalda con las tijeras. Eventualmente él remueve la molienda de piedra, y el personaje femenino detiene la lucha, después de notar un cambio de mirada en sus ojos. Él la estrangula. Luego la quema en una pira funeraria fuera de la cabaña.
Epílogo: Tras seguir el camino que se aleja de la cabaña, se detiene para comer moras mientras los "tres mendigos" le observan. Al llegar a la cima de una colina, mira hacia abajo para ver cientos de mujeres subiendo hacia él, con sus rostros borrosos.

## Crítica
En Dinamarca, la película se convirtió rápidamente en éxito tanto entre crítica y público. Politiken la llamó «una obra maestra de lo grotesco», lo que supone una puntuación perfecta de 6 de cada 6, y la elogió por ser completamente fuera de lo convencional, al mismo tiempo que era «una profundamente seria, muy personal ... obra de arte acerca de las cosas pequeñas, como la tristeza, la muerte, el sexo y la falta de sentido de todo»"[cita requerida]. El diario Berlingske estaba un poco confundido sobre la naturaleza de la película, pero le dio una calificación de 4 sobre 6 y elogió las imágenes «sin par» y cómo «el director de fotografía Anthony Dod Mantle sabe alternar efectivamente entre escenas de mano de estilo Dogma 95 y cuadros estilísticos maravillosos»[cita requerida]. Una excepción fue Claus Christensen, director de la revista danesa Ekko. Christensen acusó a los críticos daneses de sobrestimar el valor de la película, que calificó de «el trabajo fallido de un director magistral»[cita requerida]. En Dinamarca se vendieron alrededor de 83.000 entradas durante la temporada teatral,[cita requerida] la mejor recaudación obtenida por una película de Lars von Trier desde Dogville[cita requerida]. La película fue nominada por Dinamarca para el Nordic Council Film Prize, que ganó.[cita requerida] Anticristo barrió en los Premios Robert, el principal festival del cine nacional de Dinamarca, ganando en siete categorías: Mejor Película, Mejor Director, Guion, Mejor Fotografía, Mejor Montaje, Mejor Diseño de Iluminación y Mejores Efectos Especiales.
Hasta el 8 de junio de 2010 (2010 -06-08), la película tuvo una calificación del 48% de aprobación en Rotten Tomatoes basado en 141 comentarios, con una calificación promedio de 5.4 sobre 10. Chris Tookey del Daily Mail comenzaba su crítica señalando que la película contiene «algunas imágenes de asombrosa belleza», pero no tardaba en pasar a calificarla de «ofensivamente misógina» e «innecesariamente gráfica»[cita requerida]. También enumeraba otras películas que habían precedido a Anticristo en mostrar sexo explícito, la mutilación genital en sí misma y «mujeres torturando a los hombres por placer«, para terminar dándole una estrella sobre cinco[cita requerida]. El crítico y bloguero Ross Miller dijo: «No puede dejarse del todo de lado que, ciertamente, es una película bien hecha, que cuenta con dos interpretaciones principales excelentes a partir de [Willem] Dafoe y [Charlotte] Gainsbourg»[cita requerida]. Pero en última instancia le parecía «una pieza asquerosa de trabajo que sólo pretende conmocionar y provocar a su audiencia en la forma que le sea posible».[cita requerida]
En su crítica de la revista británica Empire, Kim Newman tomaba nota de que la «arrogancia consciente de von Trier está calculada para dividir las audiencias en facciones extremistas, pero Anticristo ofrece la suficiente belleza, el terror y el asombro para calificar como la película de terror más extraña y más original del año»[cita requerida].
En The Monthly de Australia, el crítico de cine Luke Davies vio la película como «una película triste, pero fascinante, que explora la culpa, dolor y muchas cosas además de ... que enfurecerá a tanta gente como le plazca», describiendo el «orden de la visión surrealista de von Trier", como «verdaderamente excepcional»[cita requerida]. Davies describió la película como «muy buena y muy defectuosa», admitiendo que «no es fácil de entender el significado o la intención de algunas imágenes y detalles de la película» pero aun así llegaba a la conclusión de que «hay algo neurótico y reaccionario en la controversia próxima a la histeria que rodea la película»[cita requerida].
El director de cine John Waters la aclamó en la revista Artforum como una de las diez mejores películas de 2009, diciendo: «Si Ingmar Bergman se hubiera suicidado, ido al infierno, y vuelto a la tierra para dirigir una película de exploitation/arte y ensayo para autocines, Anticristo es la película que habría hecho»[cita requerida].
La película ganó el premio a la Mejor Fotografía en el 2009 Premios del Cine Europeo, compartido con Slumdog Millionaire ambas películas fueron fotografiadas por Anthony Dod Mantle.[cita requerida] Fue nominada para mejor director y mejor actriz, pero los premios fueron para Michael Haneke por La cinta blanca y Kate Winslet por The Reader, respectivamente.[cita requerida]

## Premios y nominaciones
| Año  | Premio                                                 | Categoría                                                               | Resultado |
| ---- | ------------------------------------------------------ | ----------------------------------------------------------------------- | --------- |
| 2009 | Festival de Cannes                                     | Palma de Oro                                                            | Nominada  |
| 2009 | Festival de Cannes                                     | Mejor actriz (Charlotte Gainsbourg)                                     | Ganadora  |
| 2009 | Festival Internacional de Cine Fantástico de Neuchâtel | Premio Titra                                                            | Ganadora  |
| 2009 | Premios del Cine Europeo                               | Mejor director (Lars von Trier)                                         | Nominado  |
| 2009 | Premios del Cine Europeo                               | Mejor actriz (Charlotte Gainsbourg)                                     | Nominada  |
| 2009 | Premios del Cine Europeo                               | Mejor fotografía (Anthony Dot Mantle)                                   | Ganador   |
| 2010 | Central Ohio Film Critics Association                  | Mejor actriz (Charlotte Gainsbourg)                                     | Nominada  |
| 2010 | Central Ohio Film Critics Association                  | Mejor fotografía (Anthony Dod Mantle)                                   | Nominado  |
| 2010 | Premios Robert                                         | Mejor película                                                          | Ganadora  |
| 2010 | Premios Robert                                         | Mejor director (Lars von Trier)                                         | Ganador   |
| 2010 | Premios Robert                                         | Mejor guion (Lars von Trier)                                            | Ganador   |
| 2010 | Premios Robert                                         | Mejor actor (Willem Dafoe)                                              | Nominado  |
| 2010 | Premios Robert                                         | Mejor actriz (Charlotte Gainsbourg)                                     | Nominada  |
| 2010 | Premios Robert                                         | Mejor fotografía (Anthony Dot Mantle)                                   | Ganador   |
| 2010 | Premios Robert                                         | Mejor montaje (Anders Refn)                                             | Ganador   |
| 2010 | Premios Robert                                         | Mejor sonido (Kristian Eidnes Andersen)                                 | Ganador   |
| 2010 | Premios Robert                                         | Mejores efectos especiales (Peter Hjorth y Ota Bares)                   | Ganadores |
| 2010 | Premios Robert                                         | Mejor vestuario (Frauke Firl)                                           | Nominada  |
| 2010 | Premios Robert                                         | Mejor maquillaje (Hue Lan Van Duc)                                      | Nominada  |
| 2010 | Premios Robert                                         | Mejor escenografía (Karl Júlíusson)                                     | Nominada  |
| 2010 | Premios Zulu                                           | Mejor película                                                          | Nominada  |
| 2010 | Premios Bodil                                          | Mejor película                                                          | Ganadora  |
| 2010 | Premios Bodil                                          | Mejor actor (Willem Dafoe)                                              | Ganador   |
| 2010 | Premios Bodil                                          | Mejor actriz (Charlotte Gainsbourg)                                     | Ganadora  |
| 2010 | Premios Bodil                                          | Mejor fotografía (Anthony Dot Mantle)                                   | Ganador   |
| 2010 | Premios Bodil                                          | Premio especial a la mejor edición de sonido (Kristian Eidnes Andersen) | Ganador   |
| 2010 | Premios Chlotrudis                                     | Mejor actriz (Charlotte Gainsbourg)                                     | Nominada  |
| 2010 | Premios Chlotrudis                                     | Mejor fotografía (Anthony Dot Mantle)                                   | Nominado  |
| 2010 | Premios Sant Jordi                                     | Mejor actriz extranjera (Charlotte Gainsbourg)                          | Ganadora  |